# مدرن تاکینگ
مدرن تاکینگ (به انگلیسی: Modern Talking) یک گروه موسیقی دونفره آلمانی تشکیل شده از خواننده توماس آندرس و تنظیم کننده، ترانه‌سرا و تهیه‌کننده دیتر بولن با مشارکت لوئیس رودریگس بود. از این گروه به عنوان موفق‌ترین گروه پاپ دونفره آلمان یاد شده‌است. این گروه تعدادی تک‌آهنگ موفق و مورد توجه داشته‌اند که در بسیاری از کشورها در بین ۵ آهنگ برتر قرار گرفته‌اند. برخی از محبوب‌ترین و مشهورترین تک‌آهنگ‌ها عبارتند از: تو قلب منی، تو روح منی، اگر بخواهی میتوانی برنده می‌شوی، شری، شری لیدی، برادر لویی، آتلانتیس بانگ می‌زند (درخواست کمک برای عشق) و کادیلاک جرونیمو.
اعضای مدرن تاکینگ از سال ۱۹۸۴ تا ۱۹۸۷ با هم کار کردند و سپس از هم جدا شدند. در سال ۱۹۹۸، آن‌ها دوباره به هم پیوستند و با بازگشتی موفق، از سال ۱۹۹۸ تا ۲۰۰۳ به ضبط و پخش مجدد موسیقی پرداختند. این گروه، مجدداً آهنگ‌هایی را منتشر کرد که دوباره وارد فهرست ده آهنگ برتر در آلمان و سایر کشورها شدند. یکی از این ترانه‌ها نسخه مجدداً ضبط شده قلب منی، روح منی بود. پس از دومین و آخرین جدایی این گروه دونفره در سال ۲۰۰۳، فروش جهانی مجموع تک‌آهنگ‌ها و آلبوم‌های آن‌ها به ۱۲۰ میلیون نسخه رسید.

## تاریخچه
۱۹۸۳–۱۹۸۷: آغاز
برای اولین بار در اواخر سال ۱۹۸۴ شکل گرفت، آنها به‌طور غیرمنتظره ای در اوایل سال ۱۹۸۵ با "تو قلب من، تو روح من" هستید، که با آنها ده مقام برتر را در سی و پنج کشور از جمله کشور خود که در آن جای گرفتند، محبوب شدند و به مدت شش هفته متوالی در صدر قرار گرفت، این ترانه سرانجام به فروش هشت میلیون نسخه در سراسر جهان رسید. این آهنگ پس از آن با شماره یکی دیگر به نام "You Can Win If You Want" دنبال شد که در اواسط سال ۱۹۸۵ از اولین آلبوم The 1st Album منتشر شد. این آلبوم با فروش بیش از ۵۰۰۰۰۰ دستگاه در آلمان به پلاتین مجوز داده شد.

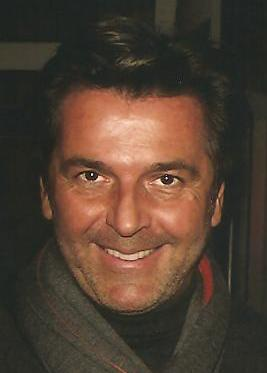
توماس آندرس

بلافاصله پس از دومین ترانه موفق، Modern Talking تک آهنگ "Cheri , Cheri Lady" را منتشر کرد که همچنین به سرعت صعود کرد و در صدر جدولهای آلمان غربی، سوئیس، اتریش و نروژ صعود کرد، در همین حال با ورود به ده کشور برتر در سوئد و هلند نیز قرار گرفت. این ترانه که تنها آهنگ منتشر شده از آلبوم دوم خود یعنی Let's Talk About Love بود، توانست با فروش بیش از ۵۰۰۰۰۰ آلبوم را به وضعیت پلاتین در آلمان غربی سوق دهد. این موفقیت با دو تک آهنگ دیگر شماره یک برادر لویی و آتلانتیس بانگ می‌زند (درخواست کمک برای عشق) هر دو از آلبوم سوم آمادهٔ عشق‌ورزی ادامه یافت. این دوتایی همچنین با ششمین آهنگ سینمایی کادیلاک جرونیمو آلبوم چهارم "وسط هیچ جا و "جت هواپیما از پنجمین آلبوم خود "رمانتیک جنگجوهاً بلند شد.
به دلیل آلبوم ششم دریافت نشده آنها، بولن پایان مصاحبه را هنگام مصاحبه اعلام کرد، در حالی که اندرس در لس آنجلس بود. این مسبب خصومت‌های بیشتر بین این دو شد که حتی در کنار هم بودن، رابطه ای اغوا کننده و نزاع داشته‌اند. به گفته بولن، دلیل اصلی شکستن این گروه، همسر سابق آندرس، نورا بود که از مصاحبه شوهرش توسط خبرنگاران زن امتناع ورزید، و دائماً خواهان تغییر عظیمی در نمایش، فیلم یا ضبط شده بود، واقعیتی که اندرس بعدها در زندگی‌نامه خود پذیرفت. پس از یک تماس تلفنی نهایی که طی آن هر دو مرد به شدت به یکدیگر توهین کردند، آنها بیش از ۱۰ سال از صحبت با یکدیگر امتناع ورزیدند.
در این دوره، مدرن تاکینگ در اروپا، آسیا، آمریکای جنوبی، خاورمیانه و به ویژه در ایران موفقیت‌آمیز بود. در انگلستان، آنها فقط با یک بار با آهنگ «برادر لویی» وارد پنج گروه برتر شدند. آنها تقریباً در آمریکای شمالی ناشناخته بودند و هرگز در جدول پرفروشهای ایالات متحده ظاهر نمی‌شدند. آنها هر سال بین سالهای ۱۹۸۵ و ۱۹۸۷ دو آلبوم منتشر می‌کردند، ضمن اینکه تک آهنگ‌های خود را در تلویزیون‌های سراسر اروپا نیز تبلیغ می‌کردند و سرانجام در مدت سه سال شصت و پنج میلیون رکورد به فروش می‌رساندند.
به ویژه قابل توجه است که این گروه، اولین گروه بلوک غرب در جنگ سرد بود که به عنوان بخشی از اصلاحات میخاییل گورباچف در گلاسنوست در سال ۱۹۸۶ اجازه داد رسماً سوابق خود را در اتحاد جماهیر شوروی بفروشند. آنها مستقیماً از ایالات متحده و انگلستان نیامده اند و همچنین به دلیل غیر سیاسی بودن اشعار آنها. در نتیجه، آنها هنوز هم یک بیس طرفداری بزرگ را در اروپای شرقی حفظ می‌کنند.
بین سال‌های ۱۹۸۷ تا ۱۹۹۸
بلافاصله پس از جدایی در اواسط سال ۱۹۸۷، بولن پروژه خود را با نام سیستم آبی تشکیل داد و از چندین موقعیت بلند نمودار بهره‌مند شد، با آهنگ‌هایی مانند "ببخشید سارا کوچولو"، "تخت من بسیار بزرگ است"، "زیر پوست من"، " Love Suite "," Laila "و" Déjà vu ". در همین حال، آندرس به تنهایی رفت و تحت عنوان مدرن تاکینگ در چندین قاره تا آغاز سال ۱۹۸۹، هنگامی که او شروع به ضبط برخی از مطالب جدید پاپ مانند خود در LA و لندن، و همچنین در کشور مادری خود کرد. آندرس پنج آلبوم انفرادی را به زبان‌های انگلیسی، متفاوت، زمزمه، پایین در هنگام غروب، هنگامی که دوباره تو را می‌بینم و سوول، ضبط کردم، و یکی از آلبوم‌های او نیز در بارسوس دی کریستال اسپانیایی ضبط شد. وی در کشورهای خارجی موفق تر از کشور خود بود، اما در آلمان نیز به چند ترانه موفق رسید. علی‌رغم همه نزاع‌ها و اختلافاتی که در گذشته بولن و اندرس بین خودشان تجربه کرده بودند، پس از بازگشت آندرس به کوبلنز، آلمان در سال ۱۹۹۴، دوباره ارتباط برقرار کردند.
۱۹۹۸ تا ۲۰۰۳: اتحاد مجدد
در آغاز سال ۱۹۹۸، این دوتایی دوباره به هم پیوستند و اولین اجرای خود را در ماه مارس با هم در برنامه تلویزیونی آلمان Wetten , dass .. ؟ آنها نسخه ای دوباره بسته‌بندی شده از تک آهنگ ۱۹۸۴ خود "You You My Heart, You Soul My روح '۹۸" را منتشر کردند که شامل اریک سینگلتون در آوازهای رپ است. اولین آلبوم بازگشتی آنها به عقب، که شامل چهار آهنگ جدید، و همچنین کلیه بازدیدهای قبلی با استفاده از تکنیک‌های مدرن بود، به مدت پنج هفته متوالی در آلمان شماره یک ماند و توانست در پانزده کشور در صدر جدول قرار بگیرد. سرانجام تنها سه میلیون نسخه در اروپا به فروش رسید. آن دوبرابر در آن سال جایزه بهترین گروه آلمانی فروش در جوایز جهانی موسیقی را از آن خود کرد. آلبوم پیگیری Alone نیز مستقیماً در آلمان به شماره یک رفت و در جاهای دیگر بسیار موفق بود. این آلبوم موفق به فروش بیش از یک میلیون واحد تنها در اروپا شد.
بولن و اندرس از الگوی مدرن تاکینگ در دهه ۱۹۸۰ پیروی کردند و تصمیم گرفتند مانند هر گذشته دو ترانه را از هر آلبوم منتشر کنند. مجموعه ای از تک آهنگ‌ها و چهار آلبوم دیگر مانند Year of the Dragon, America, Victory and Universe دنبال شدند. پس از رسیدن به نقطه‌ای که قبلاً بیش از ۴۰۰ جایزه طلا و پلاتین در سراسر جهان جمع کرده بود، بولن و اندرس تصمیم گرفتند که در سال ۲۰۰۳ دوباره قبل از انتشار یک مجموعه برتر دیگر، دوباره جدا شوند. به نظر می‌رسد که جدایی دوم عمدتاً ناشی از تصویر منفی آندرس توسط بولن است که در زندگی‌نامه خود منتشر شده‌است. در طول همه اختلافات که در نهایت این زوج را به شکست آن سوق داد، بولن درگیر در Deutschland sucht den Superstar (DSDS)، نسخه آلمانی پاپ بت انگلستان بود. این آلبوم تلفیقی در سال ۲۰۰۳ با عنوان آلبوم نهایی منتشر شد که شامل همه تک آهنگ‌های دوبله شد. توماس آندرس بلافاصله پس از پایان مدرن تاکینگ، فعالیت انفرادی دیگری را آغاز کرد، در حالی که بولن اکنون بیشتر وقت خود را به کشف استعدادهای جدید اختصاص داده بود، به ویژه مواردی که او در DSDS کشف کرد.

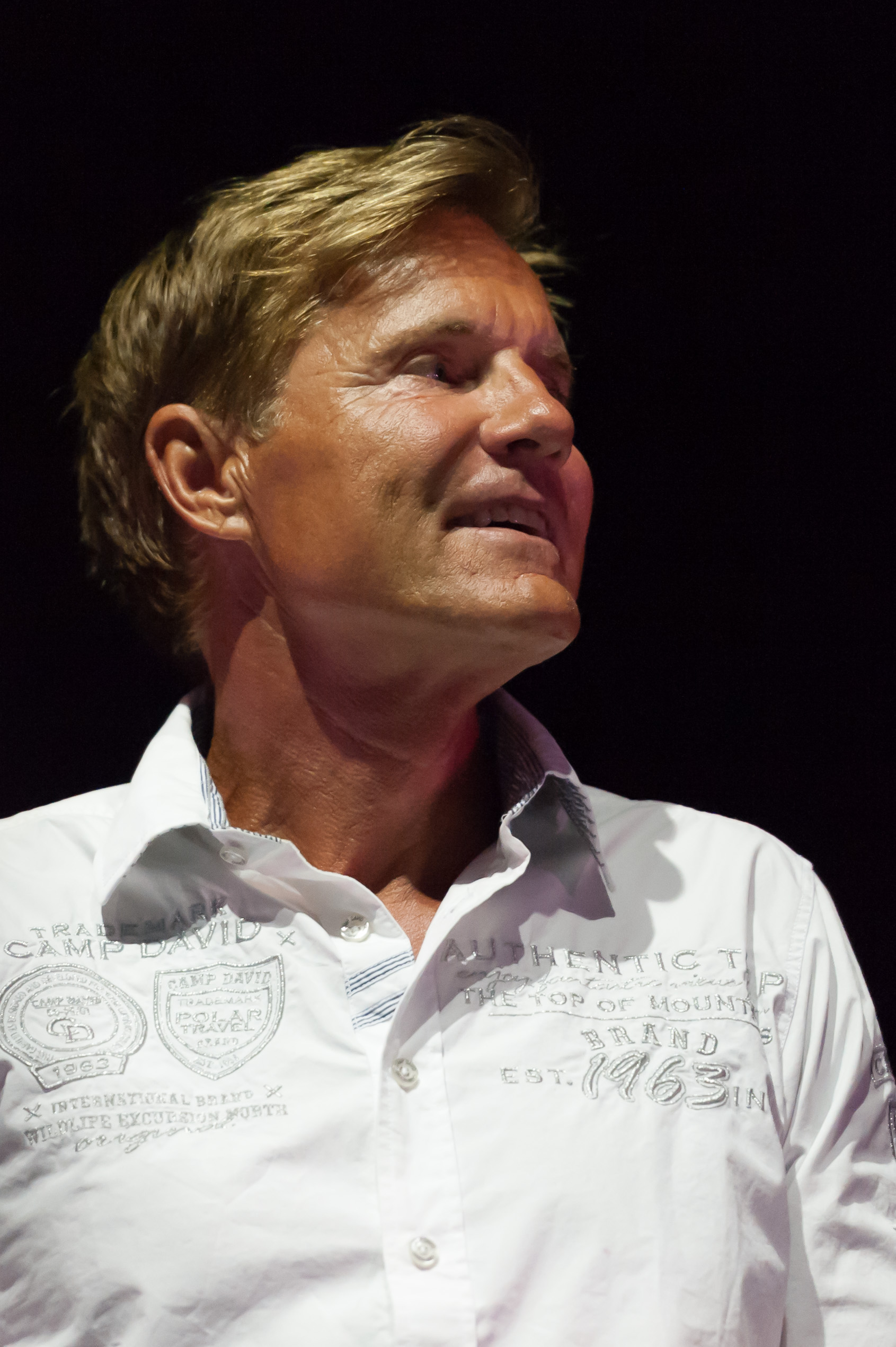
دیتر بولن

## سبک موسیقی و تولید
در سال ۱۹۸۴، بولن تک آهنگ «گرانبهای الماس کوچک» (توسط فاکس فاکس) را القا کرد و به عنوان الهام بخش او از استفاده از گروه کر سرخپوشان بود. مجموعه آوازی استودیوی Rolf Köhler , Michael Scholz , Detlef Wiedeke و (در آلبوم‌های اولیه)) Birger Corleis علاوه بر بولن و آندرس، گروه کر بلند را از ویژگی‌های Modern Talking تولید کرد. کوهلر، شولز و ویدکه بعداً با بولن در سیستم آبی کار کردند، پیش از این که با توماس ویدرات با ترانه‌سرا همراه شوند تا سیستم‌هایی با رنگ آبی را تشکیل دهند. کوهلر، شولز و ویدکه هرگز به آلبوم‌های Modern Talking اعتبار نیاوردند و سرانجام به دادگاه رسیدند. آنها از دادگاه خارج شدند و بولن برای انتشار نسخه بعدی وی (وسواس، توسط سیستم آبی) یک نت آستینی منتشر کرد، و سهم این سه نفر را تصدیق کرد.
تأثیرات بیشتر شامل موسیقی شلاجر به زبان آلمانی، دیسکو پاپ (زنبور عسل) و ترانه‌های عاشقانه انگلیسی زبان با ایتالیایی و فرانسوی است، مانند "I Like Chopin" از Gazebo. پس از اتحاد مجدد سال ۱۹۹۸، بولن Eurodance و همچنین تصنیف MOR به سبک آمریکایی تولید کرد.
دیتر بوهلن همچنین در حالی که هنوز در گفتگوی مدرن است، برای دیگر هنرمندان آهنگسازی کرد، مانند کریس نورمن و اسموکی، که آهنگ او "بانوی نیمه شب" (۱۹۸۶) محبوب‌ترین ترکیب بولن است. او همچنین آهنگ‌های زیادی از C.C.Catch را سروده‌است. برخی از ترانه‌های انگلیسی بوهن مانند "تو قلب من، تو روح من هستی" نیز با متن آهنگ آلمانی توسط مری Roos ضبط شد، با استفاده از همان آهنگ‌های پخش. هنگامی که Modern Talking در سال ۱۹۸۷ تقسیم شد، تعدادی آهنگ برای آخرین آلبوم دوباره تنظیم شد و سپس توسط اولین سیستم آلبوم بولن توسط Blue System به اولین آلبوم انفرادی بولن منتقل شد. آلبوم ششم Modern Talking تقریباً همزمان با اولین تک آهنگ از سیستم آبی، "ببخشید سارا کوچک" منتشر شد، جایی که بولن با آهنگ "در ۱۰۰ سال" آهنگ جدید "Modern Talking" در نمودارها رقابت کرد.
فروش جهانی مدرن تاکینگ، پس از جدایی دوم و پایانی آن‌ها در سال ۲۰۰۳، به ۱۲۰ میلیون تک آهنگ و آلبوم رسیده بود که آنها را به پرفروش‌ترین گروه موسیقی آلمانی در تاریخ تبدیل کرد.

## سال‌های بعد و میراث
در سال ۲۰۰۶، بولن هنگامی که به عقب نواخته شد، در آهنگ خود "Bizarre Bizarre" پیام مخفی گنجانید: "هرگز به گفتگوی مدرن پایان نمی‌یابد". پاسخ بولن: "منظور من این بود که بگویم موسیقی مدرن گفتگو برای همیشه زنده خواهد ماند." آندرس آهنگهای مدرن تاکینگ را در رپرتوار خود نگه داشته و ترانه‌هایی را به همین ترتیب برای سوابق انفرادی خود ("دختر مستقل") تولید کرده‌است. در سال ۲۰۰۶، او آلبوم آهنگ‌های Forever of swing و جاز آهنگ‌های محبوب تولید کرد (از جمله اولین ضربه مدرن تاکینگ). بولن از منظر خود دو کتاب زندگینامه دربارهٔ تاریخ مدرن گفتگوی نگاشته‌است. کتاب اول در آلمان یک میلیون نسخه فروخت. [نیاز به استناد] این دنباله به دلیل ناعادلانه بودن وی نسبت به افرادی که با آنها کار کرده بود به شدت مورد انتقاد قرار گرفت. در نتیجه، بولن یک سال تا سال ۲۰۰۶ از عموم مردم عقب‌نشینی کرد، وقتی گفت که پشیمان است که کتاب دوم را بیرون آورده‌است. آندرس تنها اتهامی بود که علیه بوهن وارد کرد و خواستار اصلاح بخش‌هایی از کتاب شد. فرانک فاریان نیز از اثر ادبیات بولن عصبانی شد و کتابی را منتشر کرد که در آن سعی کرد بولن را به عنوان کلاهبرداری در معرض نمایش قرار دهد. کتاب اول بولن اساس یک فیلم کمدی انیمیشن به نام Dieter: Der Film بود. موسیقی متن این فیلم حاوی آهنگ قبلاً منتشر نشده مدرن تاکینگ "تیراندازی از ستاره" است که برای آلبوم Universe نوشته شده بود.
منتقدین موسیقی در مورد مدرن تاکینگ غیرقابل تحقق بودند و به دلیل موسیقی و عملکردشان تقریباً بد به گروه می‌دادند. گرچه تشخیص جذابیت و تولید حرفه ای ترانه‌ها، نبود اصالت توسط نمایندگان انگلیس از این ژانرهای موسیقی مانند Pet Shop Boys یا Erasure مورد انتقاد قرار گرفت. به ویژه، این انتقاد شد که بسیاری از آهنگهای آنها کاملاً مشابه به نظر می‌رسند. واقعیتی که بولن نیز در سال ۱۹۸۹ به صراحت در Der Spiegel پذیرفت:
«من انکار نمی‌کنم که همه آهنگهای مدرن تاکینگ بسیار شبیه به هم بنظر برسند. ما همیشه این آهنگ‌ها را از LPهای ما به عنوان یک آهنگ جدا کرده‌ایم که هرچه بیشتر شبیه به پیشینیان است.»

## مدرن تاکینگ در ایران
مدرن تاکینگ را به جرأت می‌توان از اولین گروه‌های غربی دانست که بعد از تشکیل حکومت جمهوری اسلامی ایران از سال ۱۹۷۹ به بعد، وارد ایران شد و از محبوبیت‌های بسیاری نزد جوانان بهره برد و پوسترهای آنان در همه‌جای ایران خریدار داشت.

## احتمال بازگشت
در سال ۲۰۰۶ بوهلن در آهنگی به نام «Bizarre Bizarre» پیامی به صورت وارونه قرار داد که در آن گفته بود:
«There will never be an end to Modern Talking»
«ما نمی‌خواهیم به کار مدرن تاکینگ پایان بدهیم!»
بعد از روشن شدن این موضوع دیتر در مصاحبه‌ای اعلام کرد:
«He meant to say that music of Modern talking will live forever»
«منظور این بوده که مدرن تاکینگ برای همیشه زنده خواهد بود!»
در سال ۲۰۱۴ توماس آندرس در یک برنامه تلویزیون اعلام کرد که با دیتر آشتی کرده وی در پاسخ به سؤال مجری برنامه که پرسید این یعنی بازگشت مدرن تاکینگ، پاسخ داد ما فقط آشتی کردیم و دیگر دشمن نیستیم ولی هنوز برای هیچ کاری تصمیم نگرفتیم البته امکان دارد در آینده برنامه مشترکی داشته باشیم ضمناً مهر ماه ۹۳ سی امین سالگرد تأسیس این گروه در آلمان و کشورهای مختلف جشن گرفته شد و آلبومی از بهترین آثار این گروه به‌طور رسمی منتشر شد ولی هواداران مدرن هنوز منتظر خبر بازگشت مدرن و دیدن اسطور ه‌های خود کنار هم هستند همچنین وب سایت مدیا مس که از مراجع تخصصی انتشار اخبار هنر مندان هست تقریباً از اوایل سال ۲۰۱۴ خبر بازگشت مدرن در ۲۰۱۵ و کار دیتر و توماس بر روی یک آلبوم به صورت مخفیانه را داد خبری که هر روز هم توسط این سایت آپدیت می‌شود.

## فروش
فروش کل تمامی آلبوم‌های مدرن تاکینگ طبق گفته شرکت Sony BMG در جهان صرف‌نظر از کپی‌های غیرقانونی بیش از ۱۲۰٬۰۰۰٬۰۰۰ نسخه است و بر اساس آمار همین کمپانی بزرگ در ژون سال ۲۰۰۳ پروژه عظیم مدرن تاکینگ پر فروش‌ترین گروه در تاریخ موسیقی آلمان شد حتی بیشتر از فرانک فاریان در پروژه‌ای نظیر بانی ام و گروه‌های دیگری مانند ساندرا کرتو، اسکورپیونز و گروه هوی متال آلمانی‌زبان بزرگی به نام رامشتاین.

## سایر جزئیات
- مدرن تاکینگ تنها گروهی در آلمان بوده که پنج‌بار به‌طور متوالی در رده اول جدول قرار گرفته‌است.
- ترانه معروف آن‌ها، «You're My Heart, You're My Soul» در ۸۱ کشور رتبه اول را به دست آورد و ۹٬۰۰۰٬۰۰۰ نسخه از آن به فروش رفت و همچنین بهترین کار سال جهان در سال ۱۹۹۸ است
- از مدرن تاکینگ به عنوان بهترین گروه موسیقی قرن ۲۰ یاد می‌شود.
- آلبوم اول آن‌ها به مدت ۳۰۱ روز در چارت آلمان بود که حدود یک ماه آن را با رتبه ۱ حضور داشت و ۱۲۶ روز در لیست ۱۰ آلبوم برتر قرار گرفت.
- ترانه «Cheri Cheri Lady» در ۱۱ کشور رتبه اول را به دست آورد، ار جمله: لبنان، اسرائیل، آلمان، اتریش، یونان.
- ترانه «Brother Louie (برادر لویی)» در انگلیس تا ۸ هفته رتبه چهارم جدول را داشت.
- در سال ۱۹۸۸، ۸۸ میلیون نسخه از آثارشان به فروش رسید.
- در سال ۱۹۹۸، در زمان بازگشتشان، هفتمین آلبومشان به نام «Back for good»، در همان هفته اول ۷۰۰٬۰۰۰ نسخه در آلمان فروش کرد.
- در سال ۱۹۹۸ پس از بازگشت دوباره گروه، در اولین کنسرتشان که خارج از آلمان در شهر بوداپست برگزار شد، ۲۱۴٬۰۰۰ تماشاگر حضور داشتند و چندی بعد در شبکه ام‌تی‌وی نشان داده شد. این کنسرت به عنوان پُرتماشاگرترین کنسرت تاریخ باب جهان درکتاب گینس ثبت شده‌است.
- در سال ۱۹۹۹ سومین بازخوانی ترانه «Brother Louie» رتبه پنجم را در جدول آثار دنس در انگلیس به دست آورد.
- در سال ۲۰۰۲ در منچستر، جایزه بهترین گروه پاپ آلمان را گرفتند.

## دیسکوگرافی

### آلبوم‌ها
- ۱۹۸۵ The First Album
- ۱۹۸۵ Let's Talk About Love
- ۱۹۸۶ Ready for Romance
- ۱۹۸۶ In the Middle of Nowhere
- ۱۹۸۷ Romantic Warriors
- ۱۹۸۷ In the Garden of Venus
- ۱۹۹۸ Back for Good
- ۱۹۹۹ Alone
- ۲۰۰۰ Year of the Dragon
- ۲۰۰۱ America
- ۲۰۰۲ Victory
- ۲۰۰۳ Universe
- ۲۰۰۳ The Final Album

2017 back for gold

### تک‌آهنگ‌ها
- ۱۹۸۴ You're My Heart, You're My Soul
- ۱۹۸۵ You Can Win if You Want
- ۱۹۸۵ Cheri, Cheri Lady
- ۱۹۸۶ Brother Louie
- ۱۹۸۶ Atlantis is Calling (SOS for Love)
- ۱۹۸۶ Geronimo's Cadillac
- ۱۹۸۶ Give Me Peace On Earth
- ۱۹۸۶ Lonely Tears in Chinatown
- ۱۹۸۷ Jet Airliner
- ۱۹۸۷ In 100 Years
- ۱۹۹۸ You're My Heart, You're My Soul '۹۸
- ۱۹۹۸ Brother Louie '۹۸
- ۱۹۹۸ Cheri Cheri Lady '۹۸
- ۱۹۹۹ You Are Not Alone
- ۱۹۹۹ Sexy Sexy Lover
- ۲۰۰۰ China in Her Eyes
- ۲۰۰۰ Don't Take Away My Heart
- ۲۰۰۱ Win the Race
- ۲۰۰۱ Last Exit to Brooklyn
- ۲۰۰۲ Ready for the Victory
- ۲۰۰۲ Juliet
- ۲۰۰۳ TV Makes the Superstar

### گردآوری‌شده
- ۱۹۸۶ The Singles Collection
- ۱۹۸۷ The Modern Talking Story (Scandinavian Edition)
- ۱۹۸۸ Best Of Modern Talking
- ۱۹۸۸ You're My Heart, You're My Soul
- ۱۹۸۸ Romantic Dreams
- ۱۹۸۸ Greatest Hits Mix
- ۱۹۸۹ Hey You
- ۱۹۸۹ The Greatest Hits Of Modern Talking
- ۱۹۹۱ The Collection
- ۱۹۹۱ You Can Win If You Want
- ۱۹۹۴ You Can Win If You Want (re-release)
- ۲۰۰۰ You're My Heart, You're My Soul
- ۲۰۰۱ Selected Singles '۸۵-'۹۸
- ۲۰۰۱ The Very Best Of Modern Talking
- ۲۰۰۲ Best Of Modern Talking (re-release)
- ۲۰۰۲ The Golden Years (3xCD)
- ۲۰۰۲ We Still Have Dreams – The Greatest Love Ballads Of Modern Talking
- ۲۰۰۳ Romantic Dreams (re-release)
- ۲۰۰۳ Let's Talking! … Best of Modern Talking
- ۲۰۰۲ The Final Album (2 CDs South African Edition)
- ۲۰۰۳ Greatest Hits 1984-2002 (Korean Edition)